# Privoxy
Privoxy – oprogramowanie serwera pośredniczącego (ang. proxy) dla protokołów HTTP i SSL, udostępniane wraz z kodem źródłowym na licencji GPL. Powstało na bazie programu Internet Junkbuster Proxy, którego rozwój został zakończony w roku 1998.
Zadaniem Privoxy jest ochrona prywatności użytkownika poprzez:
- blokowanie reklam, bannerów i wyskakujących okienek;
- zapobieganie pobieraniu elementów stron internetowych mających na celu śledzenie poczynań użytkownika w Internecie;
- filtrowanie niepożądanych treści;
- zarządzanie ciasteczkami;
- możliwość modyfikacji nagłówka protokołu HTTP wysyłanego przez przeglądarki w celu ograniczenia bądź zmiany ujawnianych tam informacji.

Privoxy charakteryzuje się dużą elastycznością konfiguracji; umożliwia też zmianę ustawień przy pomocy interfejsu webowego.
Program może działać pod kontrolą systemów operacyjnych: Linux, Windows, Solaris, NetBSD, FreeBSD, OpenBSD, OS/2, OS X, AmigaOS.